# Momentbook
『momentbook』（モーメントブック）は、May'nの6枚目のオリジナルアルバム。2021年6月30日にDigital Doubleからレーベル移籍第1弾フルアルバムとして発売された。

## 背景・リリース
May'nのアルバムとしては前作『PEACE of SMILE』から約3年8カ月ぶりのリリースとなる。前作リリース以降に発表されたシングル曲や、2021年6月に設立70周年を迎えるナカバヤシ株式会社の発案で制作された「未来ノート」などを収録。
タイトルや封入特典等は、レギュラー番組である『アイ・マイ・ミー・マイン・May'n！』のS席会員向けの視聴者のコメントを参考に決まった。
Blu-ray Discには、アルバム制作ドキュメント「Awesome Studio-May'n-」が収録されている。

## 収録曲

### タイアップ
1. 「Walk with moments」
2. 「SUMMER DREAM」
3. 「place roulette」
4. 「牙と翼」
TVアニメ『胡蝶綺 〜若き信長〜』エンディングテーマ。
5. 「Real Lies」
6. 「イリタブル」
7. 「graphite/diamond」
TVアニメ『アズールレーン』オープニング主題歌。
8. 「天使よ故郷を聞け 」
TVアニメ『ロード オブ ヴァーミリオン 紅蓮の王』オープニングテーマ。
9. 「涙の海を東へ」
「graphite/diamond」のc/w。
10. 「You」
TVアニメ『魔法使いの嫁』第2期オープニングテーマ。
11. 「未来ノート」
ナカバヤシ株式会社タイアップソング。

## 収録内容
| #         | タイトル              | 作詞      | 作曲                      | 編曲                      | 時間  |
| --------- | --------------------- | --------- | ------------------------- | ------------------------- | ----- |
| 1.        | 「Walk with moments」 | May'n     | May'n、田中隼人           | 田中隼人                  | 4:27  |
| 2.        | 「SUMMER DREAM」      | May'n     | h-wonder                  | h-wonder                  | 4:17  |
| 3.        | 「place roulette」    | May'n     | Rin音、Taro Ishida        | Rin音、Taro Ishida        | 3:29  |
| 4.        | 「牙と翼」            | 宮川弾    | 川崎智哉                  | 佐藤純一                  | 5:21  |
| 5.        | 「Real Lies」         | May'n     | 向井太一、CELSIOR COUPE   | CELSIOR COUPE             | 3:14  |
| 6.        | 「イリタブル」        | May'n     | 田中秀和（MONACA）        | 田中秀和                  | 4:17  |
| 7.        | 「graphite/diamond」  | 藤林聖子  | 高木龍一（Dream Monster） | 白戸佑輔（Dream Monster） | 4:13  |
| 8.        | 「天使よ故郷を聞け」  | 岩里祐穂  | TOMOYA／KENT（SALTY DOG） | CHOKKAKU                  | 4:09  |
| 9.        | 「涙の海を東へ」      | 井上拓    | JUVENILE                  | やしきん                  | 4:16  |
| 10.       | 「You」               | 岩里祐穂  | 中野領太                  | NAOKI-T                   | 4:00  |
| 11.       | 「未来ノート」        | 大石昌良  | 大石昌良                  | 大石昌良                  | 4:24  |
| 合計時間: | 合計時間:             | 合計時間: | 合計時間:                 | 合計時間:                 | 46:07 |

| #  | タイトル                           | 作詞 | 作曲・編曲 |
| -- | ---------------------------------- | ---- | ---------- |
| 1. | 「Awesome Studio -May'n-」         |      |            |
| 2. | 「Walk with moments」(Lyric Video) |      |            |

## 楽曲内容

### 未来ノート
配信シングルとして2021年5月12日にDigital Doubleから発売され、6月30日発売のMay’n フルアルバム「momentbook」に収録された。
2021年6月に設立70周年を迎えるナカバヤシ株式会社の発案で、企業ブランディングを目的としたオリジナルアニメーションミュージックビデオとして制作された楽曲である。
この企画は、May’nの本名が「中林（ナカバヤシ）」という共通点や5月31日まで『アーティストデビュー15周年』であること、6月30日で『設立70周年』を迎えるナカバヤシ株式会社が“周年イヤー”同士であることから実現。本コラボレーションのために楽曲「未来ノート」が制作された。
キーメッセージである「思い悩め 立ち止まれ。それが君の前進だから。」のフレーズを歌詞に盛り込み、未来の自分から過去の自分への応援メッセージを、力強いMay'nの歌声と、メロディアスかつ爽やかなアレンジで表現されている。
製作は、アニメーション作家のRabbit MACHINE（ラビットマシーン）が担当。
ダンスシーンの振付は、NON (ELEVENPLAY)が担当。